# Zanthoxylum djalma-batistae
Zanthoxylum djalma-batistae är en vinruteväxtart som först beskrevs av De Albuquerque, och fick sitt nu gällande namn av Alma May Waterman. Zanthoxylum djalma-batistae ingår i släktet Zanthoxylum och familjen vinruteväxter. Inga underarter finns listade i Catalogue of Life.